# Last Friday Night (T.G.I.F.)
Last Friday Night (T.G.I.F.) (Last Friday Night (Thank God It's Friday)) is de vijfde single van Katy Perry's studioalbum Teenage Dream. De videoclip is in mei 2011 gefilmd. De clip is geregisseerd door Marc Klasfeld & Danny Lockwood. Het nummer is in Nederland al voor de nationale presentatiedatum van 6 juni uitgegeven. Katy zegt dat dit haar versie is van I Gotta Feeling van The Black Eyed Peas.
In de remixversie van het nummer rapt de Amerikaanse rapster Missy Elliott mee.

## Videoclip
De videoclip van Last Friday Night (T.G.I.F.) is uitgekomen op 14 juni 2011. Er is ook een trailer van de videoclip verschenen op YouTube. In het begin zien we Katy wakker worden in haar kamer waar er nog enkele feestgangers liggen te slapen. Ook zien we een kip die uit haar bed springt. Vervolgens komt er een jongen (gespeeld door Darren Criss) in haar kamer haar bedanken voor de leuke avond en het leuk feestje. Dan is er een flashback waar we Perry een sudoku-puzzel zien oplossen, maar dit loopt niet zo vlotjes door de muziek van de buren. Katy gaat dus naar haar buurmeisje, gespeeld door Rebecca Black, om te klagen. Maar Rebecca sleurt haar mee naar binnen en ze feesten tezamen. Ook zijn er vele jongens aanwezig, zoals een nerd en ook een gespierde man op wie Katy verliefd is. Jammer genoeg staat hij te flirten met een ander meisje.
Rebecca Black brengt Katy naar de badkamer en zorgt voor een hele make-over. De gespierde man ziet dan direct Katy zitten en feesten tezamen. Ze gaan een feestje verder bouwen in haar kamer, terwijl ze kotst in een schoen. Vervolgens ontstaat er een conflict tussen Katy's oogappel en de nerd waarbij de nerd de gespierde man knock out slaat. Later komen de ouders van Katy binnen. De videoclip eindigt waarbij we alle gastacteurs zien verschijnen en wie er verantwoordelijk was voor de regie. De videoclip duurt een grote 8 minuten.

## Hitnoteringen

### Nederlandse Top 40
| Hitnotering: 11-06-2011 t/m 01-10-2011 | Hitnotering: 11-06-2011 t/m 01-10-2011 | Hitnotering: 11-06-2011 t/m 01-10-2011 | Hitnotering: 11-06-2011 t/m 01-10-2011 | Hitnotering: 11-06-2011 t/m 01-10-2011 | Hitnotering: 11-06-2011 t/m 01-10-2011 | Hitnotering: 11-06-2011 t/m 01-10-2011 | Hitnotering: 11-06-2011 t/m 01-10-2011 | Hitnotering: 11-06-2011 t/m 01-10-2011 | Hitnotering: 11-06-2011 t/m 01-10-2011 | Hitnotering: 11-06-2011 t/m 01-10-2011 | Hitnotering: 11-06-2011 t/m 01-10-2011 | Hitnotering: 11-06-2011 t/m 01-10-2011 | Hitnotering: 11-06-2011 t/m 01-10-2011 | Hitnotering: 11-06-2011 t/m 01-10-2011 | Hitnotering: 11-06-2011 t/m 01-10-2011 | Hitnotering: 11-06-2011 t/m 01-10-2011 | Hitnotering: 11-06-2011 t/m 01-10-2011 | Hitnotering: 11-06-2011 t/m 01-10-2011 |
| Week:                                  | 1                                      | 2                                      | 3                                      | 4                                      | 5                                      | 6                                      | 7                                      | 8                                      | 9                                      | 10                                     | 11                                     | 12                                     | 13                                     | 14                                     | 15                                     | 16                                     | 17                                     |                                        |
| -------------------------------------- | -------------------------------------- | -------------------------------------- | -------------------------------------- | -------------------------------------- | -------------------------------------- | -------------------------------------- | -------------------------------------- | -------------------------------------- | -------------------------------------- | -------------------------------------- | -------------------------------------- | -------------------------------------- | -------------------------------------- | -------------------------------------- | -------------------------------------- | -------------------------------------- | -------------------------------------- | -------------------------------------- |
| Positie:                               | 31                                     | 22                                     | 17                                     | 12                                     | 10                                     | 8                                      | 7                                      | 7                                      | 10                                     | 12                                     | 12                                     | 15                                     | 15                                     | 18                                     | 21                                     | 38                                     | 40                                     | uit                                    |

### NederlandseSingle Top 100
| Hitnotering: 04-06-2011 t/m 29-10-2011 | Hitnotering: 04-06-2011 t/m 29-10-2011 | Hitnotering: 04-06-2011 t/m 29-10-2011 | Hitnotering: 04-06-2011 t/m 29-10-2011 | Hitnotering: 04-06-2011 t/m 29-10-2011 | Hitnotering: 04-06-2011 t/m 29-10-2011 | Hitnotering: 04-06-2011 t/m 29-10-2011 | Hitnotering: 04-06-2011 t/m 29-10-2011 | Hitnotering: 04-06-2011 t/m 29-10-2011 | Hitnotering: 04-06-2011 t/m 29-10-2011 | Hitnotering: 04-06-2011 t/m 29-10-2011 | Hitnotering: 04-06-2011 t/m 29-10-2011 | Hitnotering: 04-06-2011 t/m 29-10-2011 |
| Week:                                  | 1                                      | 2                                      | 3                                      | 4                                      | 5                                      | 6                                      | 7                                      | 8                                      | 9                                      | 10                                     | 11                                     | 12                                     |
| -------------------------------------- | -------------------------------------- | -------------------------------------- | -------------------------------------- | -------------------------------------- | -------------------------------------- | -------------------------------------- | -------------------------------------- | -------------------------------------- | -------------------------------------- | -------------------------------------- | -------------------------------------- | -------------------------------------- |
| Positie:                               | 81                                     | 53                                     | 53                                     | 36                                     | 33                                     | 37                                     | 35                                     | 29                                     | 36                                     | 39                                     | 24                                     | 42                                     |
| Week:                                  | 13                                     | 14                                     | 15                                     | 16                                     | 17                                     | 18                                     | 19                                     | 20                                     | 21                                     | 22                                     |                                        |                                        |
| Positie:                               | 38                                     | 52                                     | 43                                     | 43                                     | 45                                     | 51                                     | 60                                     | 56                                     | 75                                     | 86                                     | uit                                    |                                        |

### VlaamseUltratop 50
| Hitnotering: 25-06-2011 t/m 01-10-2011 | Hitnotering: 25-06-2011 t/m 01-10-2011 | Hitnotering: 25-06-2011 t/m 01-10-2011 | Hitnotering: 25-06-2011 t/m 01-10-2011 | Hitnotering: 25-06-2011 t/m 01-10-2011 | Hitnotering: 25-06-2011 t/m 01-10-2011 | Hitnotering: 25-06-2011 t/m 01-10-2011 | Hitnotering: 25-06-2011 t/m 01-10-2011 | Hitnotering: 25-06-2011 t/m 01-10-2011 | Hitnotering: 25-06-2011 t/m 01-10-2011 | Hitnotering: 25-06-2011 t/m 01-10-2011 | Hitnotering: 25-06-2011 t/m 01-10-2011 | Hitnotering: 25-06-2011 t/m 01-10-2011 | Hitnotering: 25-06-2011 t/m 01-10-2011 | Hitnotering: 25-06-2011 t/m 01-10-2011 | Hitnotering: 25-06-2011 t/m 01-10-2011 | Hitnotering: 25-06-2011 t/m 01-10-2011 |
| Week:                                  | 1                                      | 2                                      | 3                                      | 4                                      | 5                                      | 6                                      | 7                                      | 8                                      | 9                                      | 10                                     | 11                                     | 12                                     | 13                                     | 14                                     | 15                                     |                                        |
| -------------------------------------- | -------------------------------------- | -------------------------------------- | -------------------------------------- | -------------------------------------- | -------------------------------------- | -------------------------------------- | -------------------------------------- | -------------------------------------- | -------------------------------------- | -------------------------------------- | -------------------------------------- | -------------------------------------- | -------------------------------------- | -------------------------------------- | -------------------------------------- | -------------------------------------- |
| Positie:                               | 30                                     | 24                                     | 22                                     | 29                                     | 24                                     | 26                                     | 24                                     | 24                                     | 33                                     | 38                                     | 35                                     | 44                                     | 45                                     | 39                                     | 49                                     | uit                                    |